# یواس‌اس اگویدال (اس‌پی-۴۴۶۴)
یواس‌اس اگویدال (اس‌پی-۴۴۶۴) (به انگلیسی: USS Agwidale (SP-4464)) یک کشتی بود که طول آن ۳۸۵ فوت (۱۱۷ متر) بود. این کشتی در سال ۱۹۱۷ ساخته شد.